# Nekare
Nekare (nom alternatius Nikare i Nakre) fou un faraó de la dinastia VII de l'antic Egipte. És esmentat en el cartutx quaranta-vuit de la llista d'Abidos al darrere de Sneferka, i no es coneix per cap altra font. El seu nom volia dir "El que pertany a l'ànima de Ra".